# Koszmosz–1414
A Koszmosz–1414 (oroszul: Космос 1414) Koszmosz műhold, a szovjet/orosz műszeres műhold-sorozat tagja, navigációs műhold.

## Küldetés
Navigációs műhold, a repülők, hajók és egyéb formákban (katonai, polgári) alkalmazható navigációs rendszer tagja.

## Jellemzői
Több vállalat által (ФГУП ПО Полёт; НПО прикладной механики им . акад . М . Ф . Решетнёва; НПО Радиоприбор) készített űreszköz. Felügyeletét ellátó szerve a moszkvai Honvédelmi Minisztérium (Министерство обороны – MO).
Három műhold – Koszmosz–1413; Koszmosz–1414; Koszmosz–1415 – indult egyetlen szállító rakétával.
Megnevezései: Koszmosz–1414; Космос 1414; COSPAR: 1982-100D; Kódszáma: 13606.
1982. október 12-én a Bajkonuri űrrepülőtérről, az LC–200/39 (LC–Launch Complex) jelű Proton–K/DM-2  (GRAU-kódja: 8К72К) típusú hordozórakétával juttatták (LEO = Low-Earth Orbit) alacsony Föld körüli pályára. Az orbitális egység pályája 675,70 perces, 64,8 fokos hajlásszögű, geostacionárius pálya perigeuma 19 028 kilométer, apogeuma 19 230 kilométer volt.
GLONASZSZ rendszerű (ГЛОНАСС – Глобалная  навигационная спутниковая система) űreszköz technikai elemeit, alkalmazhatóságát mikrogravitációs környezetben tesztelték. A GLONASZSZ rendszer egyenértékű az amerikai Global Positioning System (GPS) rendszerrel. CUSZ (ЦУС – Центр  управления системой) a földi irányítóközpont.
Három tengelyesen stabilizált GRAU-kódja: 11F654 (Ураган < 11Ф654 >) műhold. Szolgálati élettartama öt év. Henger alakú, átmérője 2,350 méter, két napelemtáblája egyenként 7,230 méter fesztávolságú, felülete 17,5 négyzetméter, előállított villamos energia: 1,6 kW. Éjszakai (földárnyék) energiaellátását kémiai akkumulátorok biztosították (70 Ah). Tömege 1250 kilogramm. Lézeres sarokreflektorok segítették a pontos távolságmérést. Tartalmazott egy pontos céziumórát. Az elérhető pontosság ± 20 méter. Az űreszköz stabilitását, pályakorrekcióit gázfúvókák segítik.
A légkörbe történő belépésének ideje ismeretlen.